# La Creu de Cames
La Creu de Cames és una creu de terme del municipi de Valls (Alt Camp) inclosa en l'Inventari del Patrimoni Arquitectònic de Catalunya.

## Descripció
La Creu de Cames era la creu de terme de l'antic camí de Valls a Montblanc. Actualment presenta forma de I, en haver perdut els dos braços. La pedra està molt desgastada pel pas dels anys i la seva ubicació a l'aire lliure. Difícilment s'aprecien ja les figures de Jesucrist i de la Verge Maria que hi ha esculpides.

## Història
Documentada ja en el segle xv, els testimonis s'hi refereixen amb el nom de la "Creu escapçada", pel fet que estava sense cap, és a dir, en forma de T. El nom de "Creu de Cames" té, probablement, el seu origen en el segle xviii. Francesc Cames, apotecari jurat de la Universitat, que organitzà la defensa de Valls l'any 1709 i que fou també batlle de la Vila, era propietari de la finca on es troba la Creu. No és arriscat deduir que posteriorment s'arribés a associar el nom de la Creu amb el cognom del propietari del terreny. Avui en dia aquesta propietat allotja una fàbrica de ceràmiques i s'ha respectat una zona ajardinada al voltant de la Creu per a facilitar-ne la visió.